# Gericht auf den Wasen
Das Gericht auf den Wasen war ein nach seiner alten Malstatt benanntes Gericht (Amt) in der Grafschaft Ziegenhain in Hessen.  Die Malstatt uf den Wasen wird bei dem Flurort „Bei den zehn Gärten“ lokalisiert; der Flurname „Galgenberg“ etwa 2 km nördlich von Ziegenhain weist auf eine alte Richtstätte hin.
Das Gericht uf den Wasen ist 1360/67 erstmals erwähnt, bestand aber offensichtlich schon lange vorher.  Es hatte wohl die Funktion eines Grafengerichts und eines relativ großräumigen Amtes.  Um 1331/1360 wurde sein Gebietsumfang durch die Einrichtung der Ämter und Gerichte Neukirchen, Landsburg und Schönstein und die damit verbundene Abtretung von etwa 25 Orten erheblich verringert.
Das Gericht, in der Folge Gericht Ziegenhain genannt, war sowohl für die Hohe als auch für die Niedere Gerichtsbarkeit zuständig.  Als sogenanntes Oberamt war es auch Berufungsinstanz für alle Ämter der Grafschaft.  Die Zuständigkeit des Gerichts erstreckte sich wohl bereits von Anfang an auch auf die Stadt Ziegenhain.  Noch im 16. Jahrhundert wurde das Gericht für Stadt und Amt gemeinsam abgehalten, wobei das unter dem Vorsitz des Schultheißen tagende Gericht mit den Ratsherren der Stadt und sechs Schöffen aus dem Amt besetzt war.  Im Zuge der zunehmenden Zentralisierung der peinlichen Gerichtsbarkeit durch die hessischen Landgrafen seit Mitte 16. Jahrhundert wurde das Oberamt Ziegenhain nach und nach für diese Rechtsfälle in allen Ämtern der ehemaligen Grafschaft Ziegenhain zuständig.